# Pseudodistichium
Pseudodistichium là một chi rêu trong họ Ditrichaceae.